# Szentistvánfalva
Szentistvánfalva (1888-ig Popudin, szlovákul Popudiny) Szentistváncoborfalva része, korábban önálló község Szlovákiában a Nagyszombati kerületben a Szakolcai járásban.

## Fekvése
Szakolcától 10 km-re délre fekszik. Hivatalos magyar nevét 1888-ban templomának védőszentjéről kapta.

## Története
1392-ben "Popudym" néven említik először. Berencs várának uradalmához tartozott, később a saskői és holicsi uradalom része volt. A 17. században habánok telepedtek le a faluban, akik fazekassággal foglalkoztak. 1730 és 1773 között a falu a szakolcai jezsuiták birtoka, később a holicsi uradalom része, így a Habsburg család birtoka. 1715-ben 17 ház állt a faluban, melynek neve a 18. században Szentistvánkirályfalva volt. 1828-ban 52 házában 448 lakos élt.
Vályi András szerint "POPUDIN. Tót falu Nyitra Vármegyében, földes Ura a’ F. Tsászár, lakosai katolikusok, és másfélék is, fekszik Holicsnak szomszédságában, mellynek filiája, ’s határja is hozzá hasonlító."
Fényes Elek szerint "Popudin, tót falu, Nyitra vmegyében, ut. post. Holicshoz 3 fertály órányira: 311 kath., 131 zsidó lak. F. u. ő cs. k. felsége."
Nyitra vármegye monográfiája szerint "Szent-Istvánfalu, Holicstól délkeletre, 7 kmre. Lakosainak száma 365. Ezeknek nagyobb része tótajku és r. kath. vallásu. Magyar- és németajku, továbbá ág. ev. és izr. vallásu csak kevés van köztük. Posta-, táviró- és vasúti állomása Holics. Kath. temploma 1831-ben épült. A Rákóczy-szabadságharcz alkalmával e község határában két ízben volt ütközet. A lakosok gyakran találnak régi pénzeket és érmeket, leginkább az Árpád-házi királyok idejéből, továbbá Zsigmond lengyel királytól, I. Lipóttól és Bethlen Gábor fejedelemtől. Földesurai gyakran változtak. Ezek voltak a Fehérváryak, Majthényiak, Tersztyánszkyak, Pallachovicsok és Gersichek. A községet hajdanta magyarok lakták."
1910-ben Szentistvánfalvának 392, túlnyomórészt szlovák lakosa volt. A trianoni békeszerződésig Nyitra vármegye Szakolcai járásához tartozott. 1954-ben Coborfalvával egyesítették.

## Nevezetességei
Római katolikus temploma 1831-ben épült, Szent István király tiszteletére barokk-klasszicista stílusban.

## Külső hivatkozások
- Szentistváncoborfalva hivatalos oldala
- E-obce.sk Archiválva 2008. szeptember 20-i dátummal a Wayback Machine-ben
- Községinfó
- A község Szlovákia térképén
- A község a régió honlapján